# Luth Rebelo
Luiz Furtado Rebelo Filho (Belém, 16 de dezembro de 1985) é um político brasileiro filiado ao Progressistas (PP).

## Biografia
Nasceu em Belém, capital do estado do Pará em 16 de dezembro de 1985.

### Carreira política
Filiou-se ao Partido da Social Democracia Brasileira (PSDB). Em 2014, foi candidatou-se ao cargo de deputado estadual do Pará, recebendo 51.345 votos, sendo o terceiro candidato mais votado na edição. No ano de 2018, concorreu novamente ao cargo de deputado estadual do Pará e recebeu 36.761 votos sendo eleito ao cargo.
No ano de 2020 foi um dos postulantes ao cargo de Prefeito de Breves, município no interior do Pará. No pleito, Luth recebeu 18.701 votos totalizando 35,89% dos votos, obtendo o segundo lugar da votação, sendo derrotado por Xarão Leão (MDB) que obteve 19.220 votos representando 36,89% votos.
Em 2022 deixou o PSDB e filiou-se ao Progressistas (PP), onde concorreu pela terceira vez ao cargo de deputado estadual do Pará e angariou 62 596 votos, sendo reeleito.

## Desempenho eleitoral
| Ano  | Cargo                     | Votos  | Resultado  | Ref.   |
| ---- | ------------------------- | ------ | ---------- | ------ |
| 2014 | Deputado estadual do Pará | 51.345 | Eleito     | [ 10 ] |
| 2018 | Deputado estadual do Pará | 36.761 | Eleito     | [ 11 ] |
| 2020 | Prefeito de Breves        | 18.701 | Não eleito | [ 12 ] |
| 2022 | Deputado estadual do Pará | 62.596 | Eleito     | [ 13 ] |